# Xylotrechus cuneipennis
Xylotrechus cuneipennis là một loài bọ cánh cứng trong họ Cerambycidae.